# Gordian al II-lea
Marcus Antonius Gordianus Sempronianus Romanus Africanus (n. anii 190 d.Hr., Cartagina⁠(d), Exarchate of Africa⁠(d), Imperiul Roman – d. 12 aprilie 238 d.Hr., Cartagina⁠(d), Exarchate of Africa⁠(d), Imperiul Roman), cunoscut sub numele de Gordian II, a fost un împărat roman în anul 238 (Anul celor șase împărați). El a fost fiul lui Gordian I.

## Biografie
Gordian II a fost fiul lui Gordian I și al Fabiei Orestilla. El era de asemenea fratele mai mare al Antoniei Gordiana și unchiul viitorului împărat, Gordian al III-lea.
În timpul lui Elagabalus a fost chestor, iar în timpul lui Alexandru Sever a ajuns pretor și apoi consul suffect.
Odată cu asasinarea lui Alexandru Sever, în 235 tronul roman a fost preluat de Maximin Tracul. Gordian I, tatăl lui Gordian al II-lea, s-a revoltat în 238 împotriva lui Maximin și s-a declarat împărat, împreună cu fiul său, având de partea sa Senatul. Dar Capelianus, guvernatorul Numidiei, loial lui Maximin, l-a înfrânt și ucis pe Gordian al II-lea în bătălia de la Cartagina. Acest rezultat era de așteptat, din moment ce trupele lui Capelianus erau bine organizate și mai luptaseră, iar Gordian al II-lea conducea mai mult un grup de voluntari strânși în grabă.
La auzul veștii morții fiului său, Gordian I s-a sinucis. Gordian al III-lea, nepotul lui Gordian II, va deveni împărat la sfârșitul lui 238.
1. ↑  Istoria Augustă